# Розважів
Розва́жів — село в Україні, в Іванківській селищній громаді Вишгородського району Київської області. Населення становить 756 осіб.

## Історія

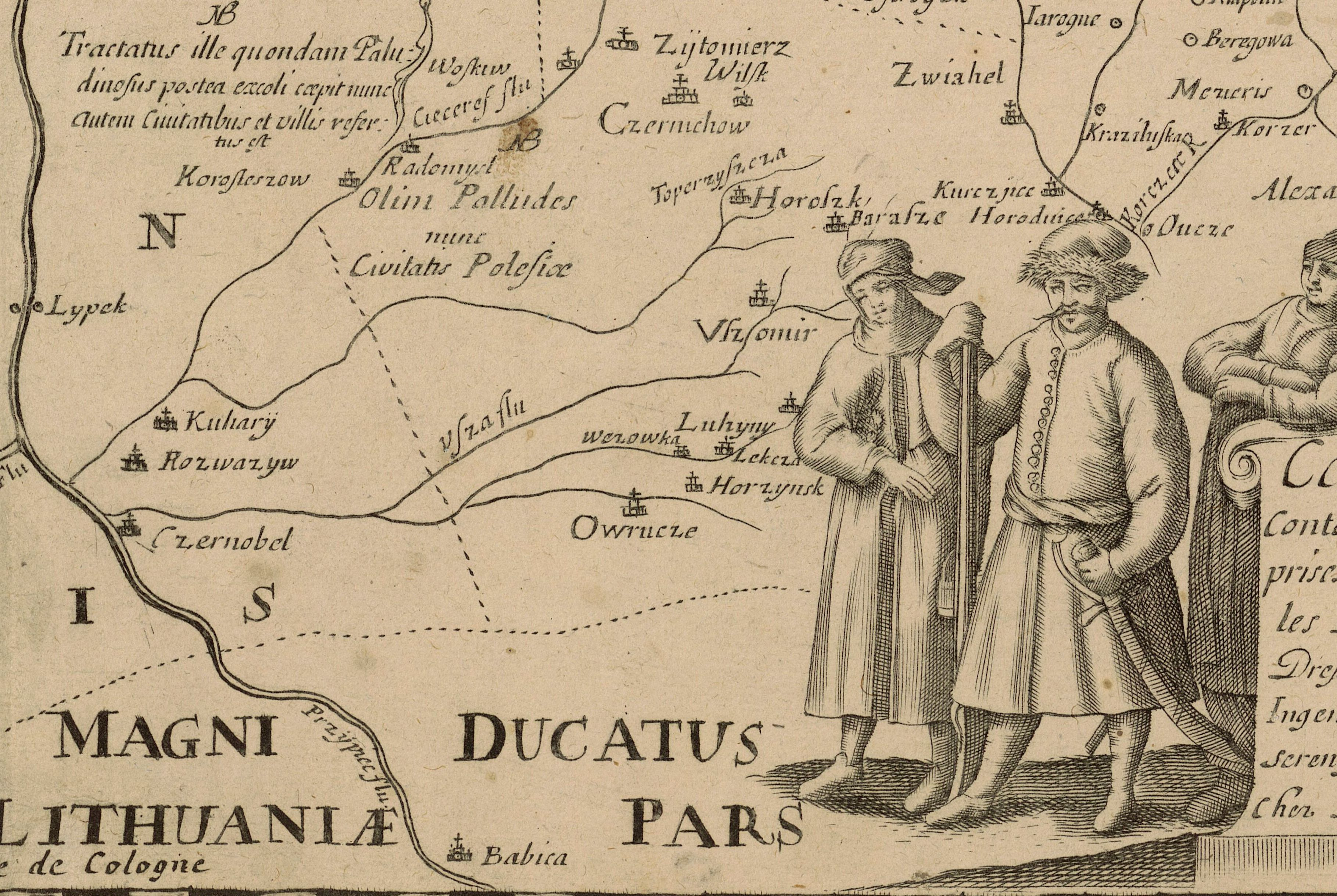
Розважів на мапі Боплана, 1648 рік

Неподалік від села розташований парк, посаджений, за легендою, за часів князя Вітовта. Біля хутора Шевченкове розташоване давнє городище, віднесене до Милоградської культури, навколо якого зберігся рів.
Розважів засновано на початку XVI століття. Його позначено на мапі Боплана 1648 року.
7 (20) листопада 1917 року, відповідно до Третього Універсалу Української Центральної Ради, увійшло до складу Української Народної Республіки.
16 листопада 1921 року під час Листопадового рейду через Розважів проходила Волинська група (командувач — Юрій Тютюнник) Армії Української Народної Республіки.
Впродовж 1923—1959 років Розважів був районним центром.
12 червня 2020 року, відповідно до розпорядження Кабінету Міністрів України № 715-р «Про визначення адміністративних центрів та затвердження територій територіальних громад Київської області», увійшло до складу Іванківської селищної територіальної громади.
19 липня 2020 року, в результаті адміністративно-територіальної реформи та ліквідації Іванківського району, село увійшло до складу новоутвореного Вишгородського району.
З кінця лютого до 1 квітня 2022 року під час російсько-української війни село було окуповане російськими військами.

## Відомі люди
В селі народилися:
- Гурженко Юрій Миколайович (нар. 1960) — доктор медичних наук, професор, лікар-андролог, сексопатолог, член Європейської асоціації урологів, Європейського товариства сексуальної медицини, Спеціалізованої Вченої Ради із захисту докторських дисертацій з фаху «Урологія», віцепрезидент Асоціації сексопатологів та андрологів України, лауреат Міжнародного проєкту «Медичний олімп».
- Ільїн Володимир Васильович (нар. 1949) — доктор філософських наук, професор кафедри економічної теорії Київського національного університету імені Тараса Шевченка, провідний науковий співробітник Інституту світової економіки і міжнародних відносин НАН України, член «Філософсько-економічного вченого зібрання» економічного факультету Московського державного університету імені М. В. Ломоносова, Академік Української Академії Акмеологічних Наук по відділенню «Філософія акмеології», Президент Українського філософсько-економічного наукового товариства, відмінник освіти України, нагороджений Золотою медаллю «Ушинський К. Д.» Національної академії педагогічних наук України, Почесною грамотою Президента України.